# Liladownsia fraile
Liladownsia fraile (лат.) — редкий вид саранчовых рода Liladownsia из подсемейства Melanoplinae. Северная Америка: Мексика, Sierra Madre del Sur Mountain Range, южный штат Оахака. Включен в международный Красный список МСОП.

## Описание
Длина тела самцов от 24 до 29 мм (самки крупнее: от 32 до 41 мм). Длина переднеспинки самцов около 7 мм (самки: от 10 до 12 мм). Ярко окрашенный вид, сочетающий красный, оранжевый, жёлтый, синий и чёрные цвета. Встречаются на окраине дубового и соснового лесов (на высотах от 1900 до 3000 м над уровнем моря).
Пищевым растением служит шалфей вида Salvia elegans (семейство яснотковые).

## Этимология
Род Liladownsia был назван в честь мексиканской певицы и лауреата премии Грэмми Аны Лилы Даунс Санчес (Ana Lila Downs Sánchez), более известной под сценическим именем Lila Downs (родилась она в том же штате Оахака), благодаря её ярким нарядам и яркой музыке, сочетающей мелодии разных коренных племён Мексики. Видовой эпитет L. fraile происходит от испанского слова, означающего монах или брат, так как новый вид имеет вздутую переднегрудку, напоминающую монашеский колпак, сброшенный назад. По этой же причине местные жители называют этот вид «chapulín de capucho» (кузнечик с капюшоном).